# Cristiana De Filippis
Cristiana De Filippis (Bari, 23 de julio de 1992) es una matemática italiana especializada en cálculo de variaciones y ecuaciones en derivadas parciales. 

## Biografía
Cristiana De Filippis recibió su doctorado en la Universidad de Oxford en 2020 y actualmente es profesora asociada en la Universidad de Parma. La investigación de De Filippis se centra principalmente en problemas de la teoría de la regularidad en ecuaciones diferenciales parciales elípticas y parabólicas, y especialmente en la regularidad de las soluciones de problemas variacionales. Junto con Giuseppe Mingione, demostró una teoría de tipo Schauder para ecuaciones y funcionales elípticos no uniformes.

Por sus resultados recibió numerosos premios como el Premio Gioacchino Iapichino de la Academia Nacional de los Linces (2020), el Premio Bartolozzi de la Unione Matematica Italiana (2023). En 2024 recibió el Premio de la Sociedad Matemática Europea, otorgado por "contribuciones sobresalientes a la regularidad elíptica, en particular las estimaciones de Schauder para ecuaciones elípticas no uniformes e integrales variacionales no diferenciables, y mínimos de integrales cuasiconvexas".
De Filippis fue elegida para la cohorte inaugural de la European Mathematical Society Young Academyy la edición italiana de Forbes la incluyó en la lista de 2023 de las 100 mujeres italianas exitosas.